# Rukszyn
Rukszyn (ukr. Рукшин) – wieś na Ukrainie, w obwodzie czerniowieckim, w rejonie dniestrowskim. W 2001 liczyła 3438 mieszkańców, wśród których 3414 wskazało jako ojczysty język ukraiński, 17 rosyjski, 5 mołdawski, 1 gagauski, a 1 inny.